# De Vier Heemskinderen (Gouda)

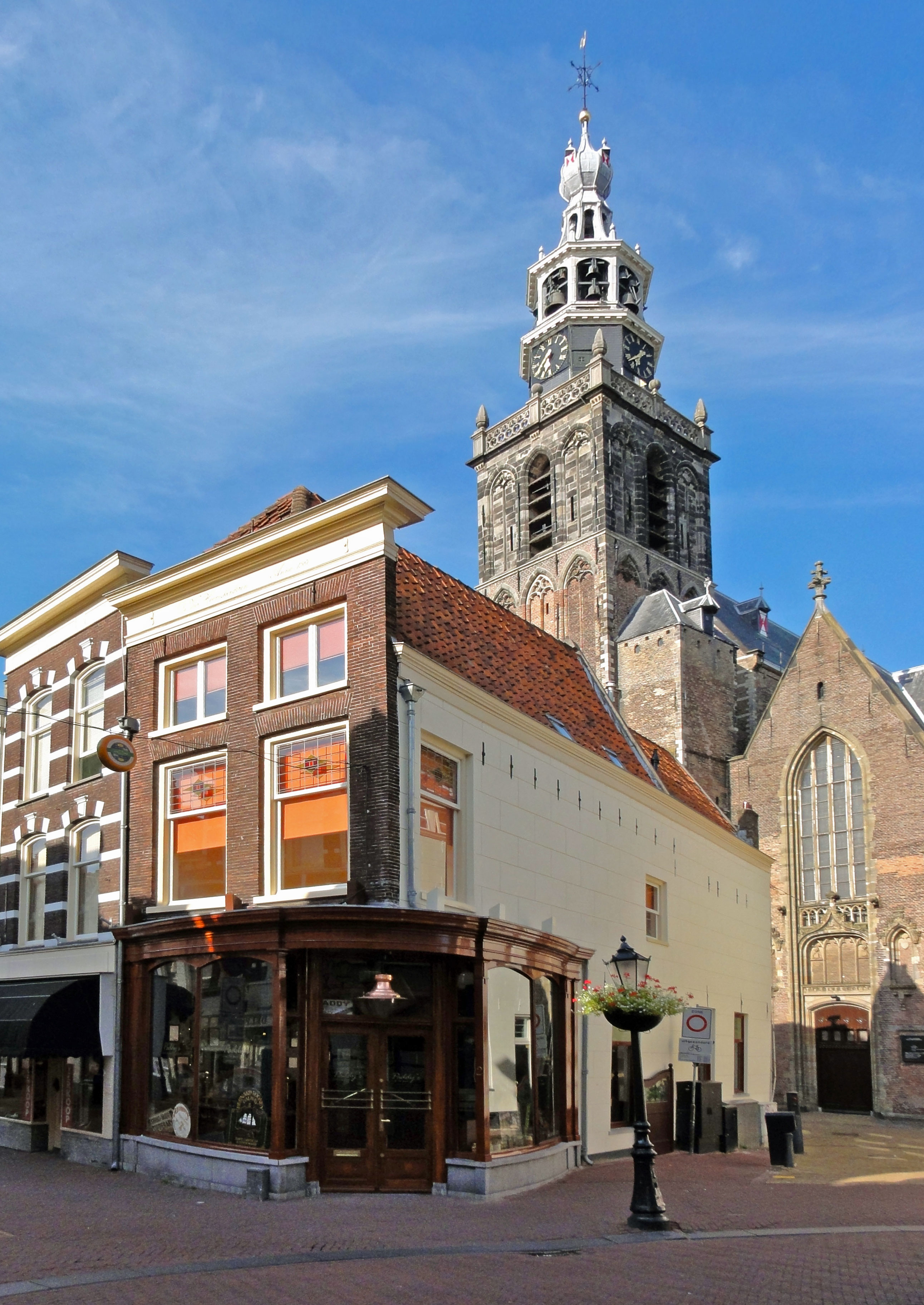
De Vier Heemskinderen, hoekpand Wijdstraat/Achter de Kerk anno 2010

De Vier Heemskinderen is een monumentaal hoekpand aan de Wijdstraat, Torenstraat en Achter de Kerk in de Nederlandse stad Gouda.

## Beschrijving

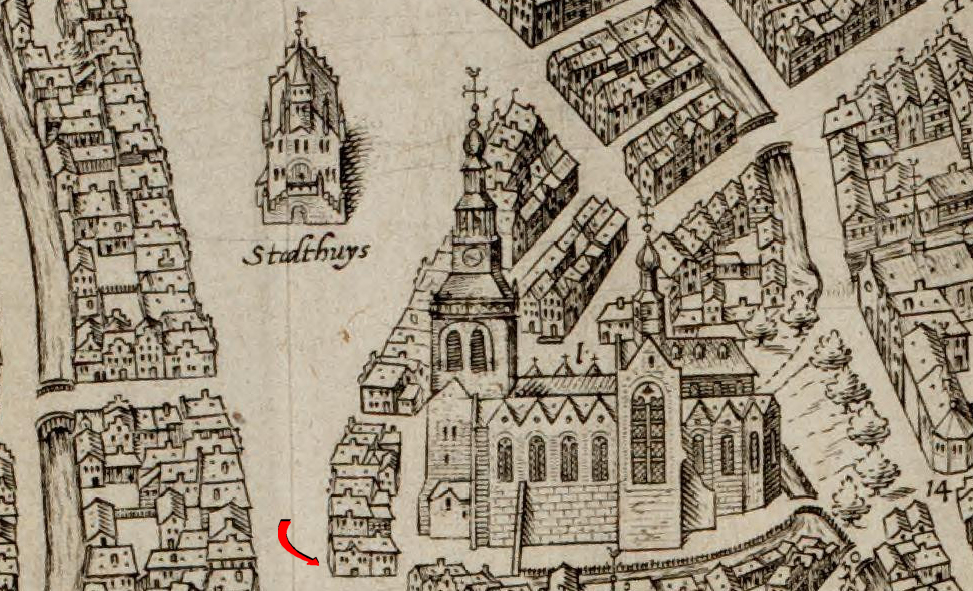
Detail van een plattegrond van Gouda uit 1585, de pijl wijst naar het pand op de hoek van de Wijdstraat, Torenstraat en Achter de Kerk

Het pand zou dateren uit 1568. Het schilddak is 17e-eeuws en de voorgevel is 19e-eeuws. De zolderverdieping heeft een zogenaamde mezzaninovorm, met lage vensters in de voorgevel. In de 17e eeuw werd het pand bewoond door de gezusters Geertruyt en Lysbet Bick, leden van een invloedrijke katholieke familie. Zij waren geestelijk dochters, ook wel klopjes genoemd. De bovenverdieping van het pand deed in die tijd dienst als schuilkerk voor de rooms-katholieke gelovigen van Gouda. Het pand lag op slechts enkele meters van de Sint-Janskerk, de officiële staatskerk. Geertruyt zou in 1647 genezen zijn van haar verlamming door een kopie van het beeld van Onze Lieve Vrouwe van Foy, afkomstig van de pastoor van Haastrecht, tegen haar verlamde zijde te leggen. Na haar genezing zou ze zelf de trap naar de schuilkerk op de bovenverdieping hebben beklommen.
Aan het eind van de 19e eeuw en het begin van de 20e eeuw was het kledingmagazijn, heren- en kinderkleding, van de firma Van Dantzig en Van Aalst in het pand gevestigd. Zij lieten het pand in 1900 verbouwen door de Goudse architect H.J. Nederhorst jr. Later in de 20e eeuw had Revet er een sportzaak. Anno 2011 is het een Ierse pub. Het gebouw is erkend als rijksmonument.